# الوینا کریموا
الوینا کریموا (روسی: Эльвина Хайдарьяновна Каримова؛ زادهٔ ۲۵ مارس ۱۹۹۴) ورزشکار واترپلو اهل روسیه است.
وی در مسابقات کشوری و بین‌المللی در مجموع برندهٔ ۱ مدال نقره، ۲ مدال برنز شده‌است.